# Druk Star Football Club
Le Druk Stars Football Club, plus couramment abrégé en Druk Stars FC, est un club bhoutanais de football fondé en 1998, et basé à Thimphou, la capitale du pays.
Le club évolue actuellement dans l'A-Division.

## Historique
- 2000 : Fondation du club
- 2002 : Premier titre de champion du Bhoutan
- 2010 : Première participation à la Coupe du président de l'AFC

## Palmarès
| Compétitions nationales                                   |
| --------------------------------------------------------- |
| - Championnat du Bhoutan (2) : - Champion : 2002 et 2009. |